# Heteropoda davidbowie
Heteropoda davidbowie Jäger, 2008 è un ragno appartenente alla famiglia Sparassidae, diffuso in Malaysia, a Singapore e a Sumatra, il cui nome è dedicato al cantante David Bowie.
Questa rara specie di aracnide è stata identificata da un aracnologo tedesco, Peter Jäger e in seguito è stata chiamata in tale modo (David Bowie) allo scopo di sensibilizzare la gente a proposito del fatto che molte di tali varietà animali rischiano gravemente l'estinzione; dunque dandogli questo nome si potrebbe attirare l'attenzione e si stimolerebbe l'interesse popolare. A partire dal 2011 lo si può trovare nel Catalogo Mondiale dei Ragni online (versione 11.0) oppure nel database del museo americano di Storia Naturale di New York.
L'Heteropoda davidbowie è caratterizzato da pelo giallognolo/aranciato nella femmina, mentre l'esemplare maschio presenta il dorso di un colorito rossiccio, tendente al marrone oppure grigio chiaro. Possiede una fila di quattro piccoli occhi ed altri quattro leggermente più grossi posizionati inferiormente ai primi. È di dimensioni piuttosto ridotte (massimo 2,5 cm) e i suoi cheliceri, proporzionati alla misura, risultano di notevoli dimensioni e sono posizionati sulla parte anteriore del corpo. È dotato di otto lunghe zampe che però hanno la particolarità di piegarsi in diversi punti, come se avesse svariate articolazioni per ogni zampa.
Solitamente, i ragni della specie Heteropoda sono abili cacciatori. La sua caccia consiste nell'inseguire le proprie prede e poi attaccarle iniettandogli del veleno.
L'adulto si trova più facilmente sulla corteccia degli alberi, mentre l'esemplare giovane si può trovare su arbusti o sul terreno della foresta.